# کارون چاندوک
کارون چاندوک (انگلیسی: Karun Chandhok؛ زادهٔ ۱۹ ژانویهٔ ۱۹۸۴) اتومبیل‌ران فرمول ۱ اهل هند است، وی در سال‌های ۲۰۱۰ و ۲۰۱۱ در مسابقات فرمول یک شرکت کرده است.